# Separación gravitatoria
La separación gravitatoria o sedimentación es un método industrial de separación de dos componentes, tanto de una suspensión como de cualquier mezcla heterogénea en seco, cuando la separación de los componentes por gravedad es lo suficientemente práctico. Todos estos métodos son comunes en el sentido de que todos utilizan la gravedad como la fuerza dominante. A menudo se aplican otros métodos para hacer la separación más rápida y eficiente, como la floculación, coagulación y la succión.

## Aclaración/espesamiento
Aclaración es un nombre para el método de separación de fluido de partículas sólidas. A menudo durante la aclaración, las partículas sólidas se hunden más rápido a la parte inferior del envase, mientras que la clarificación de líquidos se obtiene a partir de la superficie que está libre de partículas sólidas. El engrosamiento es lo mismo, salvo la aclaración inversa. Sólidos que se depositan en el fondo y el líquido se obtienen se rechaza de la superficie.
La diferencia de estos métodos puede ser demostrada con los métodos utilizados en el tratamiento de aguas residuales: en la fase de aclaraciones, los lodos se hunden hasta el fondo de la contenedor y las corrientes de agua clara baja a los surcos de agua clara y sigue su camino. El lodo obtenido se bombea en los espesantes, donde los lodos se vuelven más espesos y se obtiene entonces, al ser bombeada, la digestión que se prepara en abono.

## Teoría de la clarificación y Espesamiento
La duración que toman las partículas sólidas para establecerse en la parte inferior se puede ilustrar con la ley de Stokes:
v = (ρ '- ρ) g x ² / (18 μ)
Cuando ...
v = velocidad de hundimiento / flotación (cm / s)

ρ '= densidad de las partículas sólidas (g / cm ²)

ρ = densidad del líquido (g / cm ²)

g = aceleración de la fuerza gravitacional de la tierra (9,81 m / s ²)

x = diámetro de las partículas sólidas (cm)

μ = viscosidad del líquido (g / cm)